# Ipoh

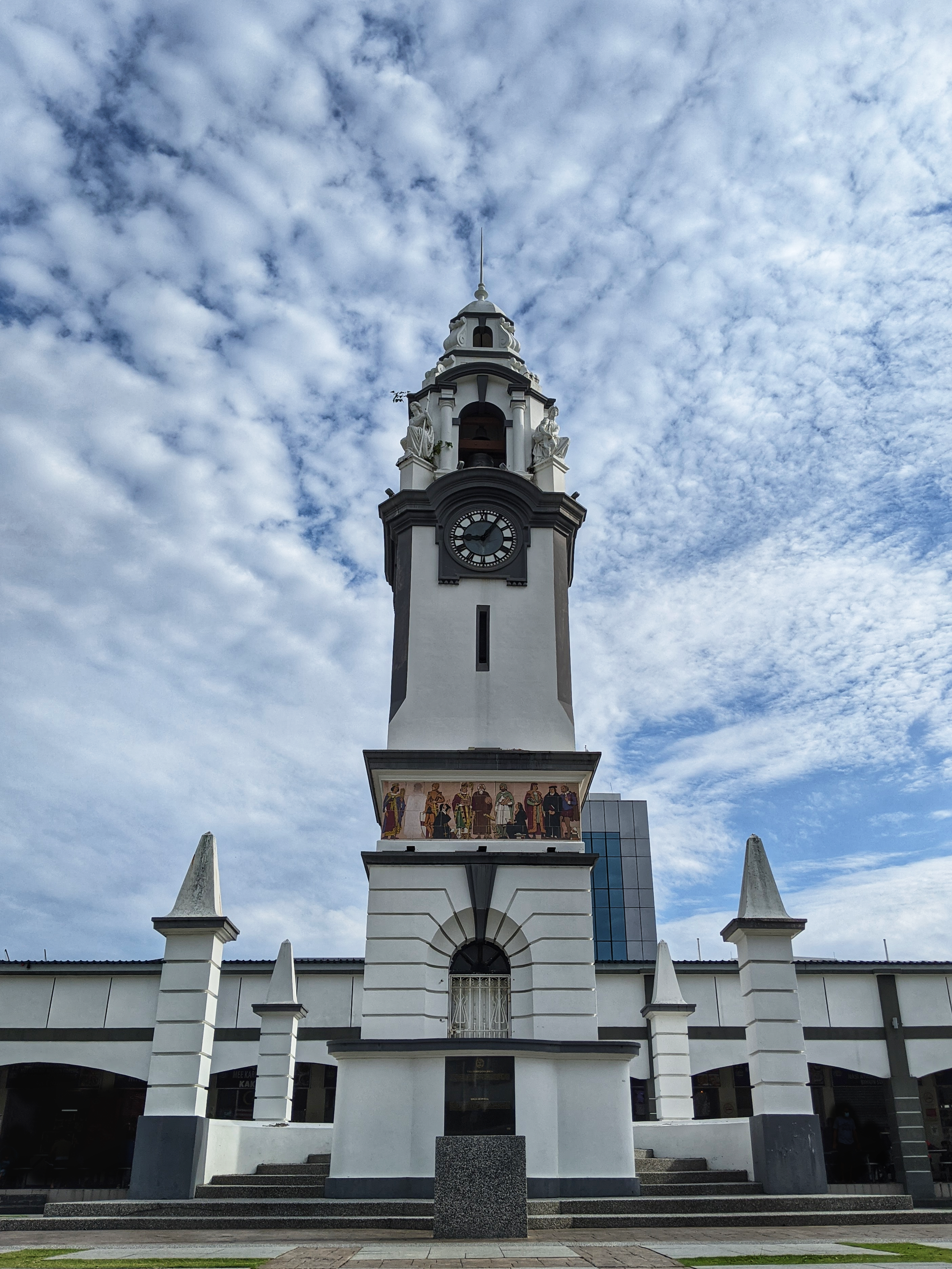
Menara Jam Peringatan Birch à Ipoh.

Ipoh est une ville de Malaisie et la capitale de l'État de Perak. Elle est située à 175 km au nord de Kuala Lumpur, entre la capitale et Penang. Le nom de la ville provient du malais pokok ipoh, qui est un arbuste. Sa population s'élevait à 637 200 habitants en 2004.

## Histoire
Ipoh est située au bord de la Kinta. Elle a connu une expansion après 1845, avec la découverte de gisements de fer. Ce fut une ville champignon. Elle ne s'est jamais remise du déclin minier. Le solde migratoire est fortement négatif, malgré des projets de redéploiement économique.
Durant la Seconde Guerre mondiale, la ville servit de plaque tournante au réseau d'agents de liaison chinois de la Force 136. Leur leader Lim Bo Seng y fut arrêté par la Kenpeitai le 26 mars 1944.

## Population
La ville a 637 200 habitants (2004) et une aire urbaine de 798 800 (2004). 

## Curiosités
La ville d'Ipoh est ordonnée selon un plan en damier. De nombreuses constructions de l'époque coloniale sont encore visibles. La gare d'Ipoh associe des éléments mauresques et gothiques. L'architecture du passé a été protégée par le déclin économique de la ville, à la différence de Singapour ou de Kuala Lumpur.

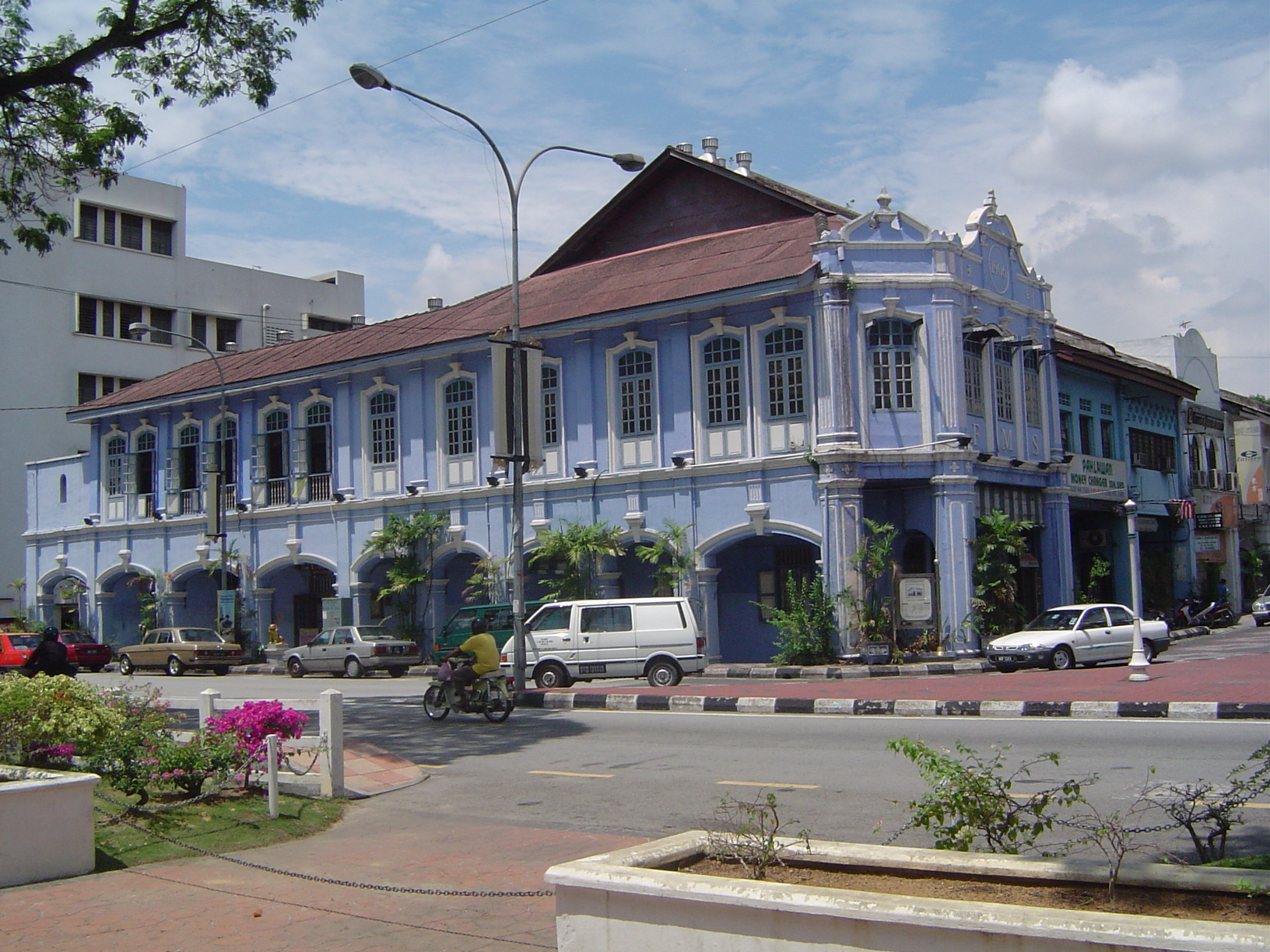
Architecture coloniale

Certains quartiers servirent de décor au tournage du film Indochine.

## Transports
La ville est desservie par l'aéroport Sultan Azlan Shah.

## Personnalités nées à Ipoh
- Michelle Yeoh, actrice, en 1962.
- Amber Chia, mannequin et actrice, en 1981.

## Jumelage
La ville de Ipoh est jumelée avec les villes suivantes :
- Nanning (Chine)[1]
- Guangzhou (Chine)
- Yogyakarta (Indonésie)
- Fukuoka (Japon)[2]
- San José (États-Unis)
- Dallas (États-Unis)